# Venceslau II da Boêmia
Venceslau II (Praga, 27 de setembro de 1271 – Cidade Velha, 21 de junho de 1305) foi rei da Boémia (1278–1305), duque de Cracóvia (1291–1305) e rei da Polónia (1300-1305).
Ele era o único filho do rei Otacar II da Boémia e da sua segunda esposa Cunegundes da Eslavônia. Venceslau nasceu em 1271, dez anos após o casamento de seus pais. Cunegundes era filha de Rostislau, senhor da Eslavônia, filho de um grão-duque de Quieve e de Ana da Hungria, filha de Bela IV da Hungria. O bisavô de Venceslau foi o rei alemão Filipe da Suábia.

## Primeiros anos
Em 1276, Rodolfo I da Germânia colocou Otacar sob a proibição do império (pois Otacar fizera-se aclamar duque da Áustria desde 1251) e cercou Viena. Isto obrigou Otacar, em Novembro de 1276 , a assinar um novo tratado até que desistiu de todas as reivindicações para a Áustria e os ducados vizinhos, mantendo para si apenas a Boémia e a Morávia. O filho de Otacar, Venceslau, foi prometido para a filha de Rodolfo, Judite. Era uma paz inquieta. O pai de Venceslau faleceu na batalha de 26 de agosto de 1278, pouco antes do sétimo aniversário de Venceslau.
Como Venceslau era ainda menor de idade, o governo foi manipulado por Otão IV de Brandemburgo, que colocou Venceslau em cativeiro em vários locais, mas este acabou por voltar para a Boémia, em 1283, com doze anos de idade. O marido secreto da sua mãe, Záviš de Falkenštejn governou por ele.
A 24 de Janeiro de 1285, Venceslau casou-se com Judite de Habsburgo, filha de Rodolfo I da Germânia, a quem havia sido prometida desde 1276. Em 1290, Venceslau tinha decapitado Záviš por alegada traição e começou a governar de forma independente.

## Rei da Boémia e da Polónia
Em 1291, Premislau II, Grão-Duque da Polónia, cedeu o ducado soberano de Cracóvia para Venceslau. Cracóvia foi associada à soberania da Polônia. Em 1295, Venceslau foi coroado rei da Polónia. Após a morte de Premislau em 1296 tornou-se lorde da Polónia e em 1300 foi, em Gniezno, coroado Rei da Polônia.

## Prata em Kutná Hora
Em 1298, foi descoberta prata em Kuttenberg,Kutné Hory(Kutná Hora na Boémia Central). Venceslau assumiu o controlo da mina de prata, produzindo um monopólio real, e emitiu o Grosso de Praga, que se tornou o mais popular das primeiras moedas do tipo grosso. A mina de Cutemberga (Kutná Hora) foi uma das mais produtivas da Europa: entre 1300 e 1340 a mina pode ter produzido tanto como 20 toneladas de prata por ano.

## A Coroa da Hungria e a morte
A rainha Judite faleceu em 1297. Venceslau casou de novo, com Isabel Riquilda da Polónia, filha de Premislau II, Rei da Polônia 1295 - 1296 (Após a morte de Venceslau, ela casou-se com Rodolfo I da Boémia, duque da Áustria, que também tornou-se rei da Boêmia, por um breve período nos anos rebeldes).
Em 1301, o parente de Venceslau, André III da Hungria faleceu e com ele a Casa de Arpades, na linha masculina. Venceslau foi um dos parentes que reivindicou o trono, e ele aceitou de uma parte dos húngaros, em nome do seu filho. A 27 de agosto de 1301, Venceslau III, filho de Venceslau II, foi coroado em Székesfehérvár como o Rei da Hungria e, como tal, assumiu o nome Ladislau V (húngaro: László, República Checa, da Eslováquia e da Croácia: Ladislav).
Venceslau II morreu em 1305, com 34 anos de idade , provavelmente de tuberculose. Ele planeava invadir a Áustria, neste momento, mas isso nunca aconteceu. Ele foi sucedido pelo seu filho, Venceslau III (Václav III.), O último dos Premyslid na linha masculina.

## Família
Foi casado duas vezesː Em 1285, em Eger (Cheb), casou-se com Judite de Habsburgo (1271-1297), filha de Rodolfo I da Germânia e da sua esposa Gertrude de Hohenburg. Ela morreu pouco depois do nascimento do décimo filho. Judite e Venceslau tiveram a seguinte descendência:
1. Otacar (6 de Maio de 1288 - 19 de Novembro 1288).
2. Venceslau III (6 de Outubro de 1289 - 4 de Agosto 1306); rei da Boémia, rei da Hungria e da Polónia.
3. Inês (6 de Outubro de 1289 - após 1292), gémea de Venceslau.
4. Ana (10 de Outubro de 1290 - 3 de Setembro 1313), casada em 1306 com Henrique da Caríntia.
5. Isabel (20 de Janeiro de 1292 - 28 de Setembro 1330), casada em 1310 com João I da Boémia
6. Judite (3 de Março de 1293 - 3 de Agosto de 1294).
7. João (26 de Fevereiro de 1294 - 1 de Março de 1295).
8. João (21 de Fevereiro de 1295 - 6 de Dezembro 1296).
9. Margarida (21 de Fevereiro de 1296 - 8 de Abril 1322), casada com Boleslau III, o Generoso, Duque da Silésia e Duque de Breslávia.
10. Judite (nasceu e morreu a 21 de Maio de 1297).

Em 1300, casou-se com Isabel Riquilda da Polónia (1286-1335), filha de Premislau II. Eles tiveram um filho:
- Inês da Boémia (Anezka Přemyslovna) (15 de Junho de 1305 - antes de 4 de Janeiro de 1337), casada com Henrique I, duque de Jawor.

Venceslau também teve muitos filhos ilegítimos, incluindo Jan Volek (? - 27 de Setembro de 1351), bispo de Olomouc